# Бурж, Ивон
Ивон Бурж (фр. Yvon Bourges; 29 июня 1921, По, Пиренеи Атлантические, Франция — 18 апреля 2009, Париж, Франция) — французский политический деятель, колониальный администратор, губернатор Верхней Вольты (1956—1958), Французской Экваториальной Африки (1958—1960), министр обороны Франции (1975—1980).

## Биография
Родился в семье военного.
Окончил юридический факультет Университета Ренна, получив право заниматься адвокатской практикой.
С 1940 года — участник Французского Сопротивления,
В 1942—1947 годах служил в префектурах Ренна и Иль и Вилена.
В 1947—1951 годах — супрефект Эрстена (Эльзас).
С 1951 года — в администрации Французской Экваториальной Африки.
В 1956—1958 годах — губернатор Верхней Вольты,
В 1958—1960 годах — последний Верховный комиссар Французской Экваториальной Африки. На этом посту содействовал переходу бывших колоний к независимости.
В 1961 году возвращается во Францию и становится начальником штаба МВД.
В 1962 году вступает в голлистский Союз за новую республику (UNR), до 1967 года — мэр Динара (Бретань).
В 1962—1965 и в 1973—1975 годах — депутат Национального Собрания Франции.
В 1965—1966 годах — министр по вопросам научных исследований,
в 1966—1967 годах — министр информации,
в 1967—1968 годах — министр по вопросам европейского экономического сотрудничества (à la Coopération). Участник массовой демонстрации голлистов 30 мая 1968, переломившей ход событий «Красного мая».
В 1968—1972 годах — государственный секретарь по иностранным делам.
В 1972—1973 годах — министр торговли,
В 1975—1980 годах — министр обороны Франции.
В 1980—1998 годах — член французского Сената.
В 1986—1998 годах — председатель регионального Совета Бретани.
С 1998 года в отставке.
Умер 18 апреля 2009 года в Париже.